# Ali Habib Mahmud
Ali Habib Mahmud (arab. ‏علي حبيب محمود‎; ur. 1 stycznia 1939 w Tartusie, zm. 20 marca 2020) – syryjski wojskowy, minister obrony Syrii w latach 2009–2011.

## Życiorys
Pochodzi z Tartusu, z rodziny alawitów z klanu Matawira. W 1962 ukończył Akademię Wojskową w Hims. Walczył w wojnie Jom Kipur i w wojnie domowej w Libanie. Na stopień generalski został awansowany w 1986. Dowodził kontyngentem syryjskim w I wojnie w Zatoce Perskiej.
W 1994 Hafiz al-Asad mianował go dowódcą Sił Specjalnych, jednej z elitarnych syryjskich jednostek zajmujących się ochroną panującego w Syrii reżimu politycznego. W 1998 Ali Habib Mahmud został awansowany na stopień generała majora. Cztery lata później został zastępcą szefa sztabu generalnego armii syryjskiej. W 2004 zastąpił gen. Hasana Turkumaniego, mianowanego ministrem obrony Syrii, na stanowisku szefa sztabu generalnego.
W 2009 objął stanowisko dowódcy naczelnego syryjskich sił zbrojnych oraz ministra obrony Syrii. Należał do partii Baas. W sierpniu 2011, w czasie wojny domowej w Syrii, prezydent Baszszar al-Asad zdymisjonował go ze stanowiska i powołał na jego miejsce gen. Dawuda Radżihę, oficjalnie z powodu złego stanu zdrowia dotychczasowego ministra obrony. Według zachodnich źródeł dyplomatycznych faktycznym powodem zmiany była niechęć Alego Habiba Mahmuda do przystąpienia do odbijania Hamy z rąk zbrojnej opozycji.
We wrześniu 2013 syryjska opozycja poinformowała, że Ali Habib Mahmud opuścił areszt domowy w Latakii, w którym przebywał, i zbiegł z Syrii. Nie zamierzał jednak dołączyć do Wolnej Armii Syrii, ani żadnej organizacji walczącej z al-Asadem.
Żonaty, miał czworo dzieci.